# Lista över skapare av Disneyserier
Här listas personer som antingen tecknat eller skrivit manus till Disneyserier. Allt eftersom de serier som produceras på licens av Walt Disney Company växt i popularitet har de produktionshus som skapar serierna både växt och blivit fler, till att komma att inkludera tecknare och författare från flera delar av världen - framför allt USA, Sydeuropa och Sydamerika, men även Nordeuropa - då framför allt Skandinavien och Nederländerna.
Många av tecknarna har, trots de standardiserade mallarna för hur figurerna ska se ut, utvecklat en egen stil och därmed lyckats sätta sin personliga prägel på serierna. Här följer en förteckning över några av de mest namnkunniga skaparna av Disneyserier, från 1930-talet fram till idag.
- Flemming Andersen, Danmark
- Donne Avenell, Storbritannien
- Antoni Bancells Pujadas, Spanien
- Carl Barks, USA
- Jack Bradbury, USA
- Daniel Branca, Argentina
- Carl Buettner, USA
- Giovan Battista Carpi, Italien
- Giorgio Cavazzano, Italien
- José Maria Colomer Fonts, Spanien
- Massimo De Vita, Italien
- Walt Disney, USA
- Byron Erickson, USA
- Ignasi Calvet Estéban, Spanien
- Carl Fallberg, USA
- César Ferioli, Spanien
- David Gerstein, USA
- Antoni Gil-Bao, Spanien
- Wanda Gattino, Argentina
- Michael T. Gilbert, USA
- Manuel Gonzales, USA
- Floyd Gottfredson, USA
- Jack Hannah, USA
- Bas Heymans, Nederländerna
- Mau Heymans, Nederländerna
- Al Hubbard, USA
- Ub Iwerks, USA
- Daan Jippes, Nederländerna
- Bob Karp, USA
- Dick Kinney, USA
- Kari Korhonen, Finland
- Vic Lockman, USA
- Marçal Abella Bresco (Marsal), Spanien
- Guido Martina, Italien
- José Massaroli, Argentina
- Pat och Carol McGreal, USA
- Frank McSavage, Storbritannien
- Bo Michanek, Sverige
- Arild Midthun, Norge
- José Maria Millet Lopez, Spanien
- Freddy Milton, Danmark
- Dick Moores, USA
- Paul Murry, USA
- Stefan och Unn Printz-Påhlson, Sverige
- Don Rosa, USA
- Marco Rota, Italien
- Nils Rydahl, Danmark
- Bruno Sarda, Italien
- Tino Santanach Hernandez, Spanien
- Romano Scarpa, Italien
- Win Smith, USA
- Tony Strobl, USA
- Al Taliaferro, USA
- Josep Tello Gonzalez, Spanien
- Juan Torres Perez, Spanien
- Gil Turner, USA
- Noel Van Horn, USA
- William Van Horn, USA
- Victor José Arriagada Ríos (Vicar), Chile
- Bill Walsh (en), USA
- Bill Wright, USA